# Trigonopeplus abdominalis
Trigonopeplus abdominalis là một loài bọ cánh cứng trong họ Cerambycidae.